# Togo ai Giochi della XXIX Olimpiade
Il Togo ha partecipato alle Olimpiadi di Pechino dall'8 al 24 agosto 2008. Con solo una medaglia di bronzo il Togo si è classificato ottantunesimo nel medagliere.

## Medaglie

### Medagliere per discipline
| Sport       | Oro | Argento | Bronzo | Totale |
| ----------- | --- | ------- | ------ | ------ |
| Canoa/Kayak | 0   | 0       | 1      | 1      |
| Totale      | 0   | 0       | 1      | 1      |

### Medaglie di bronzo
| Medaglia | Nome              | Sport       | Evento             |
| -------- | ----------------- | ----------- | ------------------ |
| Bronzo   | Benjamin Boukpeti | Canoa/kayak | Slalom maschile K1 |

## Atletica leggera
| Atleta                   | Evento | Batteria | Batteria  | Quarti di finale | Quarti di finale | Semifinale      | Semifinale      | Finale          | Finale          |
| Atleta                   | Evento | Tempo    | Posizione | Tempo            | Posizione        | Tempo           | Posizione       | Tempo           | Posizione       |
| ------------------------ | ------ | -------- | --------- | ---------------- | ---------------- | --------------- | --------------- | --------------- | --------------- |
| Sandrine Thiébaud-Kangni | 400 m  | 54"16    | 45        |                  |                  | non qualificata | non qualificata | non qualificata | non qualificata |

## Canoa Kayak

### Slalom
Maschile
| Atleta            | Evento | Qualificazioni | Qualificazioni | Qualificazioni | Qualificazioni | Qualificazioni | Qualificazioni | Semifinali | Semifinali | Finale | Finale     | Totale | Classifica |
| Atleta            | Evento | 1° Manche      | Class.         | 2° Manche      | Class.         | Totale         | Class.         | Tempo      | Class.     | Tempo  | Classifica | Totale | Classifica |
| ----------------- | ------ | -------------- | -------------- | -------------- | -------------- | -------------- | -------------- | ---------- | ---------- | ------ | ---------- | ------ | ---------- |
| Benjamin Boukpeti | K-1    | 90.17          | 20             | 82.09          | 1              | 172.26         | 8 Q            | 86.08      | 1 Q        | 87.37  | 3          | 173.45 | Bronzo     |

## Judo
Maschile
| Atleta         | Evento | Preliminari          | 16-esimi             | Ottavi               | Quarti di finale     | Semifinali           | 1º Turno ripescaggi  | Ripescaggi Quarti    | Ripeschaggi Semifinali | Finale               |
| Atleta         | Evento | Avversario Risultato | Avversario Risultato | Avversario Risultato | Avversario Risultato | Avversario Risultato | Avversario Risultato | Avversario Risultato | Avversario Risultato   | Avversario Risultato |
| -------------- | ------ | -------------------- | -------------------- | -------------------- | -------------------- | -------------------- | -------------------- | -------------------- | ---------------------- | -------------------- |
| Sacha Dananyoh | −81 kg | S Bozorov V          | R Gontiuk P          |                      |                      |                      |                      |                      |                        |                      |

## Tennis
Maschile
| Komlavi Loglo | Singolo | K Anderson | P 3-6, 2-6 | non qualificato | non qualificato | non qualificato | non qualificato | non qualificato | non qualificato | non qualificato | non qualificato | non qualificato | non qualificato | non qualificato |